# Маями Оупън
Маями Оупън (на английски: Miami Open) (известен още като Маями Мастърс и в момента брандиран като Маями Оупън представен от Итау поради спонсорски причини) е тенис турнир, който се провежда на стадион Хард Рок в Маями Гардънс, Флорида. Той е част от веригата ATP Tour Masters 1000 за мъже и част от веригата WTA 1000 за жени. Маями Оупън обикновено се провежда между март и април.
Турнирът исторически се е провеждал в Tennis Center at Crandon Park в Кей Бискейн, Флорида от 1987 до 2018 г., преди да се премести в Маями Гардънс за 2019 г. След Мастърса в Индиан Уелс, това е второто събитие от „Sunshine Double“—a серия от два последователни турнира на твърди кортове в Съединените щати в началото на сезона. Те са единствените турнири освен мейджърите, в които основната схема продължава повече от осем дни.
През 2010 г. рекордните 300 000 зрители посещават мачовете на 12-дневния турнир, което го прави един от най-големите тенис турнири извън четирите от Големия шлем. През 2011 г. 316 267 зрители посещават Маями.

## История
Турнирът е основан от бившия играч Бъч Бухолц. Първият турнир се провежда през февруари 1985 г. в Делрей Бийч, Флорида. През 1986 г. турнирът е преместен в Бока Ратон. Окончателно се премества в Кей Бискейн през 1987 година.
Събитието бе първоначално известно като Lipton международно първенство. През 2000 г. има промяна на собствеността и спонсора на събитието го преименуван на Ericsson Open. През 2002 г. турнира стана известен като NASDAQ-100 Отворено. През 2007 г. е преименуван на Sony Ericsson Open в сделка, в която компанията ще плати 20 милиона долара през следващите четири години. Той понякога е наричан Маями Мастърс.
През 2023 г. 12-дневният турнир е посетен от над 386 000 посетители, което го прави един от най-големите тенис турнири извън четирите турнира от Големия шлем.

## Финали

### Сингъл мъже
| Година                   | Шампион                                       | Финалист                                      | Резултат                                      |
| ------------------------ | --------------------------------------------- | --------------------------------------------- | --------------------------------------------- |
| 2025                     | Якуб Меншик                                   | Новак Джокович                                | 7 – 6(7–4), 7 – 6(7–4)                        |
| 2024                     | Яник Синер                                    | Григор Димитров                               | 6 – 3, 6 – 1                                  |
| 2023                     | Даниил Медведев                               | Яник Синер                                    | 7 – 5, 6 – 3                                  |
| 2022                     | Карлос Алкарас                                | Каспер Рууд                                   | 7 – 5, 6 – 4                                  |
| 2021                     | Хуберт Хуркач                                 | Яник Синер                                    | 7 – 6(7–4), 6 – 4                             |
| 2020                     | Турнирът на се провежда (пандемията КОВИД-19) | Турнирът на се провежда (пандемията КОВИД-19) | Турнирът на се провежда (пандемията КОВИД-19) |
| 2019                     | Роджър Федерер                                | Джон Иснър                                    | 6 – 1, 6 – 4                                  |
| 2018                     | Джон Иснър                                    | Александър Зверев                             | 6 – 7(4–7), 6 – 4, 6 – 4                      |
| 2017                     | Роджър Федерер                                | Рафаел Надал                                  | 6 – 3, 6 – 4                                  |
| 2016                     | Новак Джокович                                | Кей Нишикори                                  | 6 – 3, 6 – 3                                  |
| 2015                     | Новак Джокович                                | Анди Мъри                                     | 7 – 6(7–3), 4 – 6, 6 – 0                      |
| 2014                     | Новак Джокович                                | Рафаел Надал                                  | 6 – 4, 6 – 3                                  |
| 2013                     | Анди Мъри                                     | Давид Ферер                                   | 2 – 6, 6 – 4, 7 – 6(7–1)                      |
| 2012                     | Новак Джокович                                | Анди Мъри                                     | 6 – 1, 7 – 6(7–4)                             |
| 2011                     | Новак Джокович                                | Рафаел Надал                                  | 4 – 6, 6 – 3, 7 – 6(7–4)                      |
| 2010                     | Анди Родик                                    | Томаш Бердих                                  | 7 – 5, 6 – 4                                  |
| 2009                     | Анди Мъри                                     | Новак Джокович                                | 6 – 2, 7 – 5                                  |
| 2008                     | Николай Давиденко                             | Рафаел Надал                                  | 6 – 4, 6 – 2                                  |
| 2007                     | Новак Джокович                                | Гилермо Каняс                                 | 6 – 3, 6 – 2, 6 – 4                           |
| 2006                     | Роджър Федерер                                | Иван Любичич                                  | 7 – 6(7–5), 7 – 6(7–4), 7 – 6(7–6)            |
| 2005                     | Роджър Федерер                                | Рафаел Надал                                  | 2 – 6, 6 – 7(7–4), 7 – 6(7–5), 6 – 3, 6 – 1   |
| 2004                     | Анди Родик                                    | Гилермо Кория                                 | 6 – 7, 6 – 3, 6 – 1, отказва се               |
| 2003                     | Андре Агаси                                   | Карлос Моя                                    | 6 – 3, 6 – 3                                  |
| 2002                     | Андре Агаси                                   | Роджър Федерер                                | 6 – 3, 6 – 3, 3 – 6, 6 – 4                    |
| 2001                     | Андре Агаси                                   | Ян-Майкъл Гембил                              | 7 – 6(7–4), 6 – 1, 6 – 0                      |
| 2000                     | Пийт Сампрас                                  | Густаво Куертен                               | 6 – 1, 6 – 7(7–2), 7 – 6(7–5) 7 – 6(10–8)     |
| 1999                     | Рихард Крайчек                                | Себастиен Грожан                              | 4 – 6, 6 – 1, 6 – 2, 7 – 5                    |
| 1998                     | Марсело Риос                                  | Андре Агаси                                   | 7 – 5, 6 – 3, 6 – 4                           |
| 1997                     | Томас Мустер                                  | Серхи Бругера                                 | 7 – 6(8–6), 6 – 3, 6 – 1                      |
| 1996                     | Андре Агаси                                   | Горан Иванишевич                              | 3 – 0, отказва се                             |
| 1995                     | Андре Агаси                                   | Пийт Сампрас                                  | 3 – 6, 6 – 2, 7 – 6(7–3)                      |
| 1994                     | Пийт Сампрас                                  | Андре Агаси                                   | 5 – 7, 6 – 3, 6 – 3                           |
| 1993                     | Пийт Сампрас                                  | Маливай Уошингтън                             | 6 – 3, 6 – 2                                  |
| 1992                     | Майкъл Ченг                                   | Алберто Мансини                               | 7 – 5, 7 – 5                                  |
| 1991                     | Джим Къриър                                   | Дейвид Уитън                                  | 4 – 6, 6 – 3, 6 – 4                           |
| 1990                     | Андре Агаси                                   | Стефан Едберг                                 | 6 – 1, 6 – 4, 0 – 6, 6 – 2                    |
| ↑ ATP Тур Мастърс 1000 ↑ |                                               |                                               |                                               |
| 1989                     | Иван Лендъл                                   | Томас Мустер                                  | 6 – 4, 6 – 3, 6 – 3                           |
| 1988                     | Матс Виландер                                 | Джими Конърс                                  | 6 – 4, 4 – 6, 6 – 4, 6 – 4                    |
| 1987                     | Милослав Мечирж                               | Иван Лендъл                                   | 7 – 5, 6 – 2, 7 – 5                           |
| 1986                     | Иван Лендъл                                   | Матс Виландер                                 | 3 – 6, 6 – 1, 7 – 6, 6 – 4                    |
| 1985                     | Тим Майот                                     | Скот Дейвис                                   | 4 – 6, 4 – 6, 6 – 3, 6 – 2, 6 – 4             |

### Сингъл жени
| Година | Шампион           | Финалист      | Резултат     |
| ------ | ----------------- | ------------- | ------------ |
| 2010   | Ким Клейстерс     | Винъс Уилямс  | 6 – 2, 6 – 1 |
| 2009   | Виктория Азаренка | Серина Уилямс | 6 – 3, 6 – 1 |

### Двойки жени
| Година | Шампион                          | Финалист                    | Резултат               |
| ------ | -------------------------------- | --------------------------- | ---------------------- |
| 2010   | Жизела Дулко Флавия Пенета       | Надя Петрова Саманта Стосър | 6 – 3, 4 – 6, (10 – 7) |
| 2009   | Светлана Кузнецова Амели Моресмо | Квета Пешке Лиса Реймънд    | 4 – 6, 6 – 3, (10 – 3) |